# شنيد ماثيوز
شنيد ماثيوز (بالإنجليزية: Sinead Matthews)‏ هي ممثلة بريطانية، ولدت في 1980 في المملكة المتحدة.

## أعمال

### أفلام
- (2005) كبرياء وتحامل[5]
- (2010) المربية ماكفي والإنفجار الكبير[6][7]
- (2014) السيد تيرنر[8][9]

## وصلات خارجية
- شنيد ماثيوز على موقع IMDb (الإنجليزية)
- شنيد ماثيوز على موقع قاعدة بيانات الأفلام العربية
- شنيد ماثيوز على موقع ألو سيني (الفرنسية)
- شنيد ماثيوز على موقع أول موفي (الإنجليزية)
- شنيد ماثيوز على موقع قاعدة بيانات الأفلام السويدية (السويدية)
- شنيد ماثيوز على موقع قاعدة بيانات الفيلم (الإنجليزية)
- شنيد ماثيوز على موقع كينوبويسك (الروسية)